# Elżbiecin (Katarzyn)
Elżbiecin – część wsi Katarzyn w Polsce położona w województwie lubelskim, w powiecie lubartowskim, w gminie Michów. Nie posiada sołtysa, należy do sołectwa Katarzyn.
W latach 1975–1998 miejscowość administracyjnie należała do województwa lubelskiego.